# Irv Bemoras
Irving Bemoras, detto Irv (Chicago, 18 novembre 1930 – Buffalo Grove, 1º novembre 2007), è stato un cestista statunitense, professionista nella NBA.

## Carriera
Venne selezionato dai Milwaukee Hawks al quarto giro del Draft NBA 1953 (26ª scelta assoluta).